# Anna Rosemond
Anna Rosemond, eigentlich Anna Rosemond Miers (* 16. Februar 1886 in Philadelphia, Pennsylvania; † 3. April 1966 in San Diego, Kalifornien) war eine US-amerikanische Schauspielerin.

## Leben
Rosemond entstammte einer Einwandererfamilie: ihr Vater kam aus Deutschland, ihre Mutter aus Österreich. Einem Gerücht nach, leitete sich ihr Familienname „Miers“ verballhornt vom deutschen Namen „Meier“ ab. Als Rosemond zur Bühne ging, benutzte sie nur noch ihre beiden Vornamen. 
Rosemond spielte in ca. 250 Filmen mit, die nahezu alle ab 1909/1910 in den Pathé-Studios in New York gedreht wurden. Viele gelten aber heute als verschollen bzw. zerstört. In New York machte sie auch die Bekanntschaft von George Tompkins, einem Polizisten mit irischen Wurzeln und die beiden heirateten kurze Zeit später. 1912 kam ihr einziges Kind, Tochter Irma zur Welt. Zur gleichen Zeit beendete Rosemond ihre Karriere mit dem Stummfilm Cinderella unter der Regie von George Nichols. 
1912 ging Rosemond zusammen mit ihrer Familie nach Kalifornien und ließ sich in San Diego nieder. Dort leitete ihr Ehemann den Werkschutz von Consolidated Vultee Aircraft Corporation (Convair). Bis zum Eintritt der Vereinigten Staaten in den Zweiten Weltkrieg 1941 war Rosemond Hausfrau und arbeitete dann bis Kriegsende beim Ground Observer Corps in Encanto (San Diego).
Als ihr Ehemann George Tompkins starb, heiratete Rosemond wenig später in zweiter Ehe Daniel Satten. 
Anna Rosemond starb am 3. April 1966 in San Diego und fand ihre letzte Ruhestätte auf dem Friedhof Cypress View Mausoleum.

## Rollen (Auswahl)
- Hermione – The winter's tale. Regie: Theodore Marston. USA 1910[2]
- Lucy Dane – The girl in the northern woods. Regie: Barry O’Neil. USA 1910.
- Eliza – Uncle Tom's cabin. Regie: Barry O’Neil. USA 1910.[3]
- Miss Hardcastle – She stoops to conquer. Regie: Edwin Tanhouser. USA 1910.[4]
- ? – The vicar of Wakefield. Regie: Theodore Marston. USA 1910.[5]
- Mrs. Prolo – The two roses. Regie: Edwin Tanhouser. USA 1910.